# Lengnau (Argowia)
Lengnau (gsw. Längnau) – gmina (niem. Einwohnergemeinde) w Szwajcarii, w kantonie Argowia, w okręgu Zurzach. Liczy 2 770 mieszkańców (31 grudnia 2020). W XVIII oraz XIX wieku Lengnau wraz z gminą Endingen były jedynymi szwajcarskimi gminami, w których mogli osiedlać się Żydzi. Znajduje się tutaj synagoga.

## Osoby

### urodzone w Lengnau
- Karl Kloter, pisarz
- Silvia Trummer, pisarka

## Współpraca
Miejscowość partnerska:
- Lengnau, Berno

## Transport
Przez gminę przebiega droga główna nr 17.